# Osteointegração
Osteointegração ou osseointegração é a união estável e funcional entre o osso e uma superfície de titânio. Este fenômeno ocorre após a inserção de peça em titânio dentro do osso e a migração das células ósseas para a superfície deste metal. Há evidências da osseointegração em trabalhos das décadas de 40 e 50, porém somente na década de 1960 é que passou a ser pesquisada a fundo, sendo difundia pelos trabalhos de Per-Ingvar Brånemark. Envolve a ancoragem de um implante pela formação de tecido ósseo ao redor do implante sem crescimento de tecido fibroso na interface osso-implante.
O termo Osseointegração pode ser definido em vários pontos de vista e com relação a várias escalas de interesse científico. Uma definição completa de Osseointegração somente é possível pela soma total de alguns destes pontos de vista:

## Vista do Paciente
Uma fixação está osseointegrada se oferecer um suporte estável e aparentemente imóvel de uma prótese sob cargas funcionais, sem dor, inflamação ou afrouxamento.

## Vista da Biologia macroscópica e microscópica e Medicina
A Osseointegração de uma fixação no osso é definida como a aposição íntima de osso neoformado e reformado em congruência com as fixações, incluindo irregularidades de superfície, de forma que, à análise por microscopia óptica, não haja interposição de tecido conjuntivo ou fibroso e seja estabelecida uma conexão estrutural e funcional direta, capaz de suportar cargas fisiológicas normais sem deformação excessiva e sem iniciar um mecanismo de rejeição.

## Vista Biomecânico Macroscópico
Uma fixação está osseointegrada se não houver movimento relativo progressivo entre a fixação e o osso vivo e medula circundantes sob níveis e tipos de carga funcionais por toda a vida do paciente. Também é necessário que as deformações sejam da mesma ordem de magnitude que quando as mesmas cargas são aplicadas diretamente no osso.

## Vista Biofísico Microscópico
A Osseointegração implica que, na microscopia óptica e eletrônica, os componentes identificáveis do tecido em uma fina zona ao redor da superfície da fixação sejam identificados como componentes ósseos e medulares normais, que continuamente constituem uma estrutura óssea normal ao redor da fixação. Isto implica que o tecido mineralizado deve estar em contato a nanômetros, de forma que não exista material significativo interposto funcionalmente na interface.